# Neighbours (1952)
Neighbours é um filme-documentário em curta-metragem canadense de 1952 dirigido e escrito por Norman McLaren. Venceu o Oscar de melhor documentário de curta-metragem na edição de 1953.